# Белорепи гну
Белорепи гну (лат. Connochaetes gnou) је сисар из реда папкара (Artiodactyla), једна од две врсте из рода гнуова. 

## Распрострањење
Ареал белорепог гнуа је ограничен на мањи број држава. 
Врста настањује Намибију, Јужноафричку Републику, Лесото и Свазиленд.

## Станиште
Станишта врсте су планине и брдовити предели, шуме, жбунаста вегетација и травната вегетација. 

## Угроженост
Ова врста је наведена као последња брига, јер има широко распрострањење и честа је врста.